# پیرینو، پزشک اس.ای.یو.بی.
پیرینو، پزشک اس.ای.یو.بی. (ایتالیایی: Pierino medico della S.A.U.B.) یک فیلم کمدی سکسی سبک ایتالیایی به کارگردانی جولیانو کارنیمئو است که در سال ۱۹۸۱ منتشر شد.

## گزیدهٔ بازیگران
- آلوارو ویتالی
- ماریو کاروتنوتو
- ماریو فلیچانی
- آنا کامپوری
- استر کارلونی
- انتسو گارینی
- انیو آنتونلی
- سابرینا سیانی
- دینو کاسیو
- سرنا بناتو
- ماریا تدسکی